# Friedrichstadt-Palast

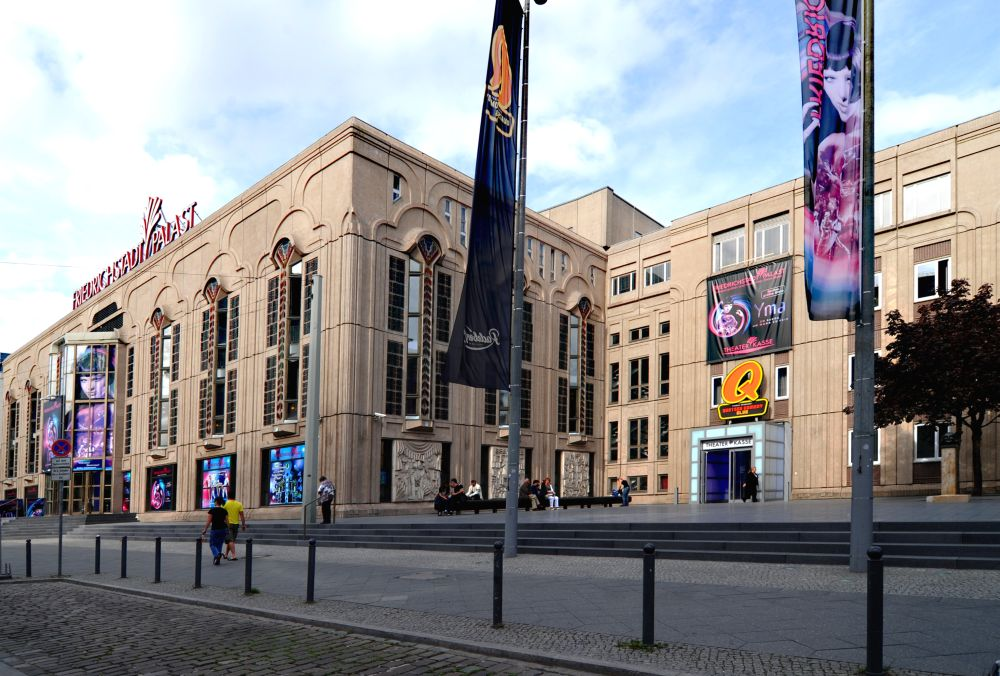
Friedrichstadt-Palast

Friedrichstadt-Palast är en revyteater och ett nöjespalats i stadsdelen Mitte i Berlin. Friedrichstadt-Palasts stora sal har 1 895 sittplatser och har en spelyta på 2 854 kvadratmeter.  

## Historia

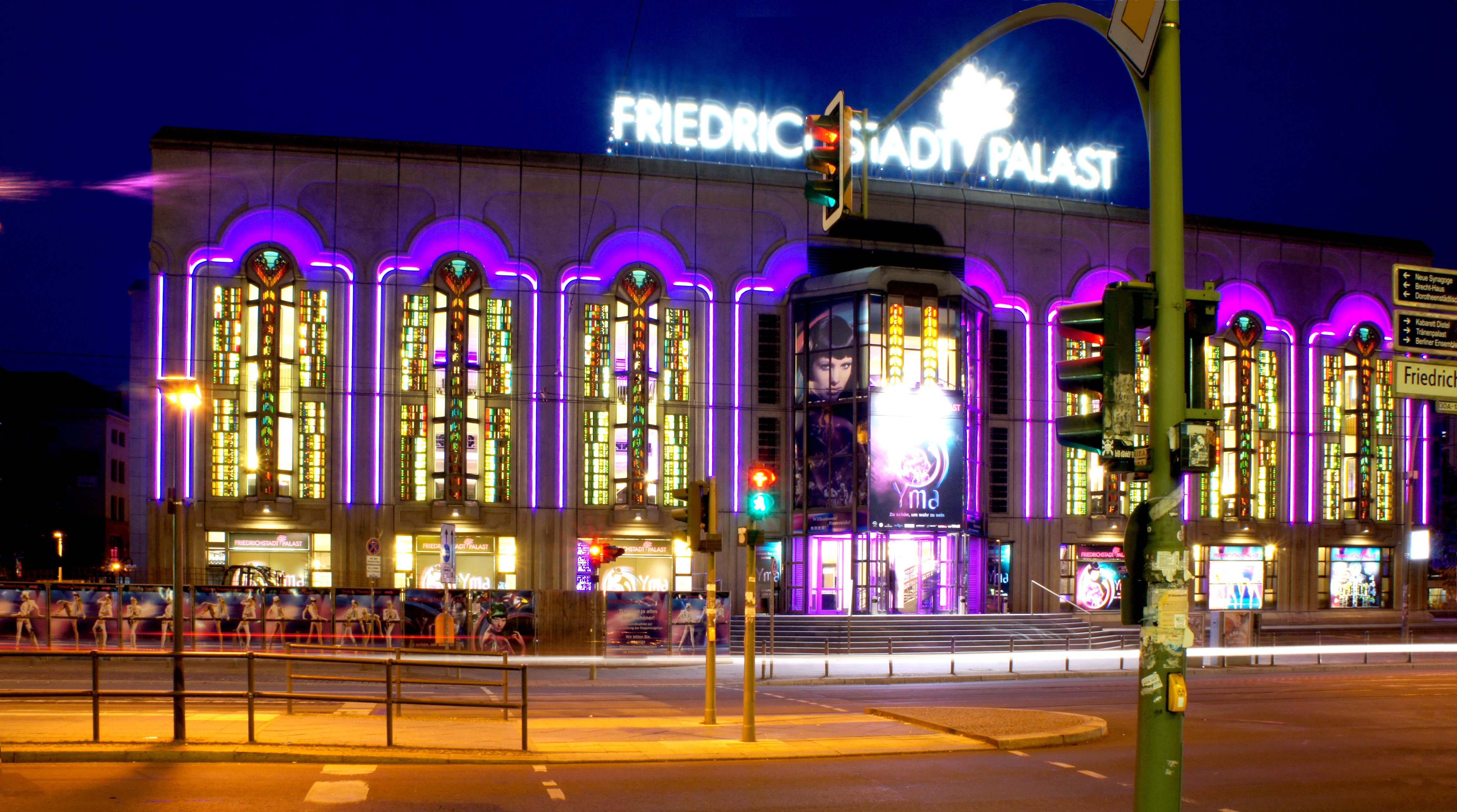
Friedrichstadt-Palast

Friedrichstadt-Palast ligger på ett område i centrala Berlin som under 1700-talet var plats för kaserner. Palatsets historia går tillbaka till en saluhall som fanns på området och som byggdes 1865-1867. 1873 byggdes byggnaden om till en cirkusbyggnad med 5 000 platser och 1918 till teatern Großes Schauspielhaus. 
Under andra världskriget bombades byggnaderna, men verksamheten återupptogs efter kriget, då byggnaden låg i Östberlin. Under DDR-tiden producerades här flera stora TV-shower, till exempel Ein Kessel Buntes. 1980 stängdes byggnaderna för föreställningar på grund av rasrisk och planer på en ny byggnad tog vid. Det nya Friedrichstadt-Palast stod klart 1984. 
Under senare år har Friedrichstadt-Palast även använts som premiärbiograf under filmfestivalen i Berlin.

### Teatern idag
Idag är Friedrichstadt-Palast det största och modernaste showpalatset i Europa.Den 27 april 1984 öppnade det nya Friedrichstadt-Palast. Det är 80 meter brett, 110 meter långt och har en golvyta på 195 000 kubikmeter.
Den stora hallen i Friedrichstadt-Palast används regelbundet för uppträdanden och har 1 895 sittplatser. Dess scenyta på 2 854 kvadratmeter är störst i världen. Den 24 meter breda prosceniumbågen är den bredaste i Europa.
Friedrichstadt-Palast är unik i sitt utbud som innehåller barnshower, gästuppträdanden, festivalgalor med mera. Palatset specialiserar sig på komplexa och fantastiska uppträdanden som använder modern ljus- och scenteknik, mer än hundra artister och välregisserade akrobatiska nummer.
Efter stora investeringar på miljoner, fortsätter Friedrichstadt-Palast att vara Europas största och modernaste showpalats. Idag är Friedrichstadt-Palast känt för sitt unika program och sin teaterstorlek. Här fortsätter Berlins stora revytradition. Scendialogen eliminerades nästan helt vilket gör showerna lämpliga för internationella gäster.